# Martin Ehrling
Martin Ehrling född 1954, är en svensk illustratör. Han tecknar sedan 1985 i DN men har också illustrerat läromedel och faktaböcker.

Martin har illustrerat följande böcker
- Vikingasagor, skriven av Lena Stiessel, omslag och illustrationer av Martin Ehrling[2]

## Utställningar
- 2023-09-20 Konstutställning: ”Ett jazzsolo i tusch” på Fasching [3][4]
- 2019-06-16 ”Afrokubanska gudar”[5] i Rönninge
- 2015-08-29 till 2015-09-13 "Här möts tusch och olja": Galleri Kretsen Södertälje[6]

## Priser och utmärkelser
- Carl von Linné-plaketten 2001 , för boken

```
"Dadlar och datorer – vardag och fest på den arabiska halvön" 
[
7
]
```